# 骥村镇
骥村镇，是中华人民共和国湖南省永州市新田县下辖的一个乡镇级行政单位。

## 行政区划
骥村镇下辖以下地区：
胡家村、陆家村、上槎村、乌下村、李家山村、黄公塘村、下槎村、下荣村、砠坪村、音洞村、黄栗山村、肥源村、肥溪源村、星子坪村、流芳桥村、小岭村、林家源村和杨家村。